# Lubiszyn
Lubiszyn (deutsch Ludwigsruh) ist ein Dorf im Powiat Gorzowski (Powiat Gorzów Wielkopolski) der Woiwodschaft Lebus in Polen und Sitz der gleichnamigen Landgemeinde. Es befindet sich in der Nähe der Stadt Witnica (dt. Vietz).

## Geschichte
Am Ende des Zweiten Weltkrieges eroberte die Rote Armee mit dem Landkreis Landsberg (Warthe) auch Ludwigsruh und unterstellte es im März/April 1945 der Verwaltung der Volksrepublik Polen. Diese begann noch vor der Potsdamer Konferenz mit der Vertreibung der ansässigen Bevölkerung über die Oder und der Besiedelung des in Lubiszyn umbenannten Ortes mit Polen.
Der Ortsname soll einst auf Ludwig Zimmermann (1739–1810), den Besitzer eines kleinen Gutes, zurückgehen. Zudem hatte der Ort seit 1912 Eisenbahnanschluss an der Nebenstrecke Landsberg (Warthe)–Soldin. Älteren Statistiken zufolge galt es, obwohl eine vierstellige Einwohnerzahl vorlag, als Ortskolonie.

## Einwohnerentwicklung des Dorfes
nach deutschen und polnischen Quellen
| Jahr          | 1820 | 1852 | 1871 | 1933 | 1939 | 1994 | 2013 |
| Einwohnerzahl | 413  | 840  | 1194 | 960  | 868  | 754  | 770  |

## Landgemeinde
Im Jahr 2004 hatte die Landgemeinde Lubiszyn 6.726 Einwohner, Ende 2016 waren es 6.873.